# Florent Schmitt
Florent Schmitt (29 de Setembro de 1870 - 17 de Agosto de 1958) foi um compositor francês. Ele ingressou no Conservatório de Paris em 1889, onde estudou com Albert Lavignac, Theodore Dubois, Jules Massenet, Gustave Sandre e Gabriel Fauré.

## Obra
Schmitt escreveu 138 trabalhos. Compôs exemplos das maiores formas de músicas, exceto ópera. Atualmente as suas peças mais famosas são Le Tragédie de Salome e Psalm XLVII. Ele tinha o próprio estilo, lembrando o impressionismo, seguia exemplos de Debussy, Richard Strauss e Richard Wagner.